# Долгина, Елена Михайловна
Елена Михайловна Долгина (15 мая 1941 — 8 апреля 2025) — советский и российский театральный режиссёр и педагог. Заслуженный деятель искусств Российской Федерации (1992).

## Биография
Родилась 15 мая 1941 года.
В 1971 году окончила режиссёрский факультет ГИТИСа по классу М. О. Кнебель. Затем в этом же году была направлена в Кировский ТЮЗ, где поставила более двадцати спектаклей.
В 1979 году стала помощником главного режиссёра по литературной части в Центральном Детском театре. Также являлась помощником художественного руководителя по творческим вопросам.
С 1985 года по 2017 год преподавала мастерство актёра в РАТИ на курсе А. В. Бородина.
В 1998 году Долгиной было присвоено учёное звание доцента кафедры мастерства актёра.
За свою творческую карьеру она поставила сотни спектаклей в различных театрах, а дипломный спектакль курса А. В. Бородина в РАТИ, поставленный Еленой Михайловной, шёл в ГИТИСе два сезона и много гастролировал по России и за рубежом.
Скончалась 8 апреля 2025 года на 84-м году жизни.

## Звания и награды
- Заслуженный деятель искусств Российской Федерации[1][5].
- Медаль ордена «За заслуги перед Отечеством 2 степени»[1][5].
- Наградной знак «Министерства культуры Российской Федерации» — За вклад в российскую культуру (2016)[6][7].